# Przemsza
```
Przemsza
 (
tiếng Đức
: 
Przemsa
) là một 
con sông
 ở phía nam 
Ba Lan
, một nhánh của 
Vistula
. Theo lý thuyết, nó bắt nguồn từ hợp lưu của dòng sông Đen (
tiếng Ba Lan
: 
Czarna
) Przemsza và 
Przemsza Trắng (
Biała
)
, giữa các thành phố 
Mysłowice
 và 
Jaworzno
. Trong khoảng 
24
 
km (15
 
mi)
 nó chảy về phía nam đến cửa Vistula của nó tại Czarnuchowice (một quận của 
Bierun
). Một giả thuyết khác quy định rằng nó có chiều dài 88
 
km và bắt đầu từ nguồn chảy của Black Przemsza.
```

Đây là một trong những con sông ô nhiễm nhất của Ba Lan. Nó mang theo chất thải công nghiệp từ lưu vực than Upper Silesian và Zagłębie Dąbrowskie, và nước của nó được coi là đã chết. Hơn nữa, do mức độ ô nhiễm cao, Przemsza không đóng băng vào mùa đông. Trong số các thành phố nằm dọc theo Przemsza bao gồm Dąbrowa Górnicza, Mysłowice, Jaworzno, Chełmek và Jezor, một quận của Sosnowiec.
Przemsza đã được sử dụng cho hệ thống giao thông đường thủy từ giữa thế kỷ 18. Đến giữa thế kỷ 19, nó nổi lên như một trong những tuyến đường thủy quan trọng nhất của khu vực. Loại thuyền đặc biệt có đáy phẳng, lớn, được gọi là galar, được sử dụng để vận chuyển hàng hóa dọc theo Przemsza đến Vistula. Một galar đã chứa tới 70 tấn than hoặc đá từ các mỏ đá tại Jelen hoặc Dzieckowice. Vào tháng 6 năm 1926, Mỏ Piast từ Lędziny đã bắt đầu vận chuyển nước khối than của mình, sử dụng một cảng được xây dựng đặc biệt, đặt tại làng Chelm Maly. Các mỏ khác theo Piast, mở các cơ sở tải của riêng họ. Đến năm 1937, có tám cơ sở như vậy dọc theo Przemsza. Chính phủ Đệ nhị Cộng hòa Ba Lan đã có kế hoạch sâu rộng về dòng sông. Một cảng sông tại Niwka (một quận của Sosnowiec) sẽ được xây dựng, kênh Mysłowice - Spytkowice - Kraków, và một tuyến đường thủy đến biển Baltic. Chiến tranh thế giới thứ hai bùng nổ đã chấm dứt các kế hoạch này
Từ thế kỷ thứ 12, dòng sông đã hình thành nên biên giới phía đông của lãnh địa Silesian của Racibórz với Lesser Poland. Từ năm 1846 đến năm 1918, trên cái gọi là Ba góc của Hoàng đế, tại ngã ba sông Przemsza Đen và Trắng đã đánh dấu ba điểm của Vương quốc Phổ, Đế quốc Áo và Đế quốc Nga. Ngày nay, Przemsza thấp hơn tạo thành biên giới giữa Silesian Voivodeship ở phía tây và Lesser Ba Lan Voivodeship ở phía đông.

## Przemsza Trắng và Đen
White Przemsza dài 63,9 km và bắt đầu từ một đầm lầy gần Wolbrom. Nó chảy về phía tây nam, trong một thung lũng rộng. Thượng nguồn Przemsza Trắng có nước rất sạch, thay đổi ở làng Klucze. Trong số những nơi khác, Przemsza Trắng chảy qua sa mạc Błędów. Przemsza Đen dài 64,2 km và nguồn gốc của nó là ở Bzow, một quận của Zawiercie từ năm 1977. Ở thượng nguồn, nước sông rất sạch, nhưng chất lượng của nó trở nên tồi tệ hơn ở Przeczyce, nơi một hồ chứa được xây dựng vào năm 1963.
Cả hai con sông đều được đặt tên theo màu của nước. Trong quá khứ, lòng sông của Przemsza Đen gần Bedzin được làm từ những mỏ than cạn. Đồng thời, Przemsza trắng chảy qua những ngọn đồi đá vôi ở khu vực Olkusz, vì vậy đáy của nó có màu trắng.